# Kurekuppa
 Kurekuppa  là một thị trấn ở miền Nam bang Karnataka, Ấn Độ.